# День Кристофер-стріт

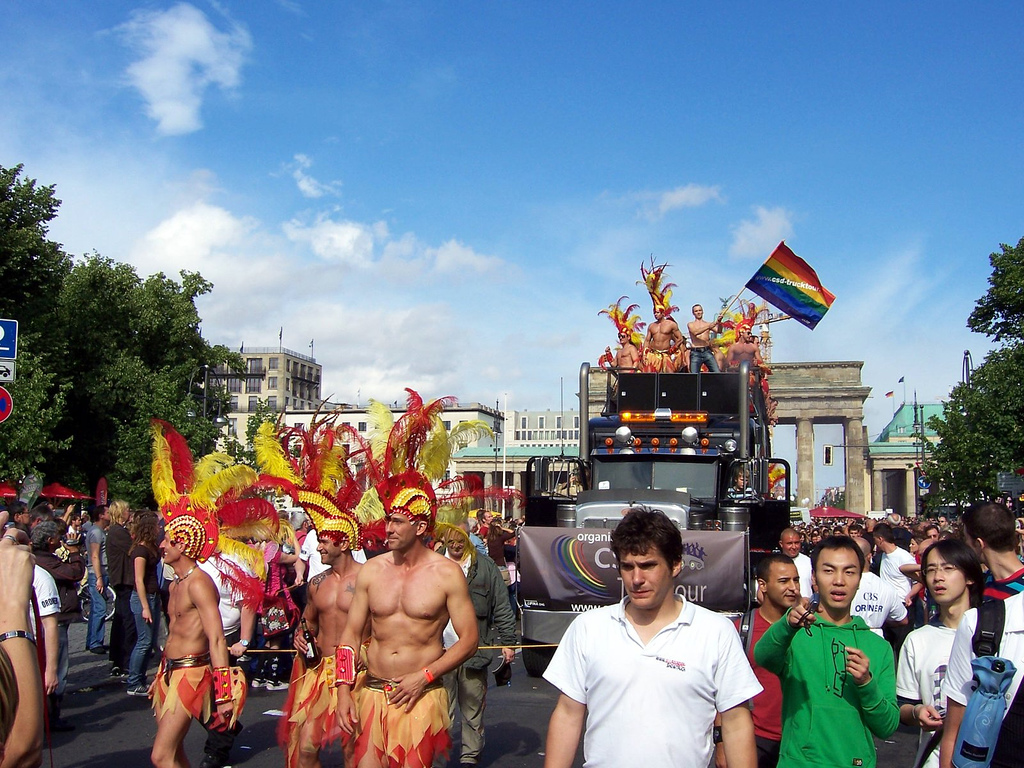
CSD у Берліні або Берлінський прайд

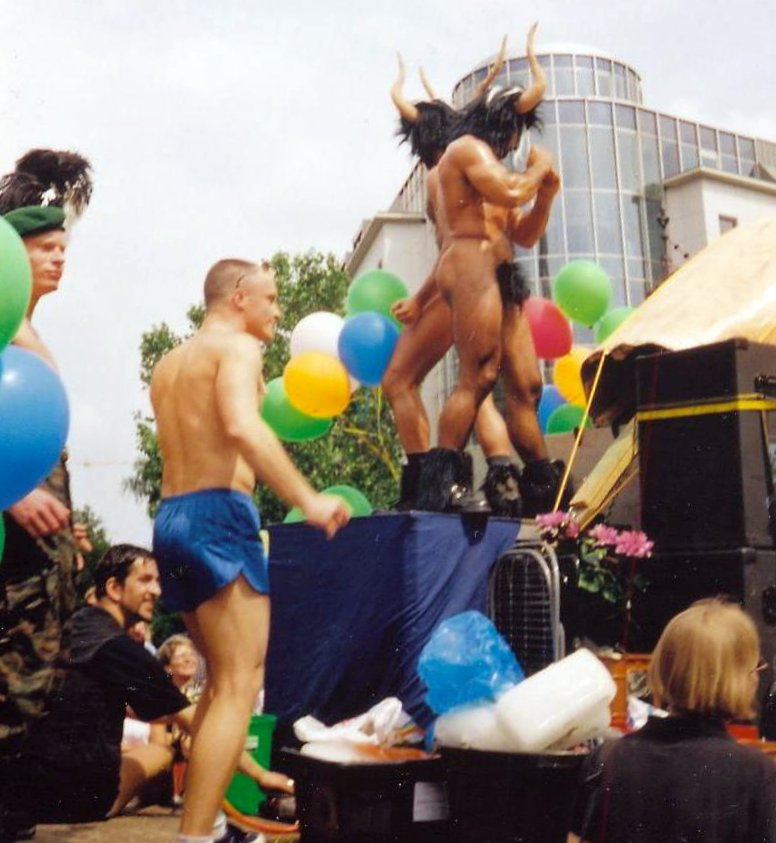
Танцюристи на платформі на CSD 1998 року в Берліні

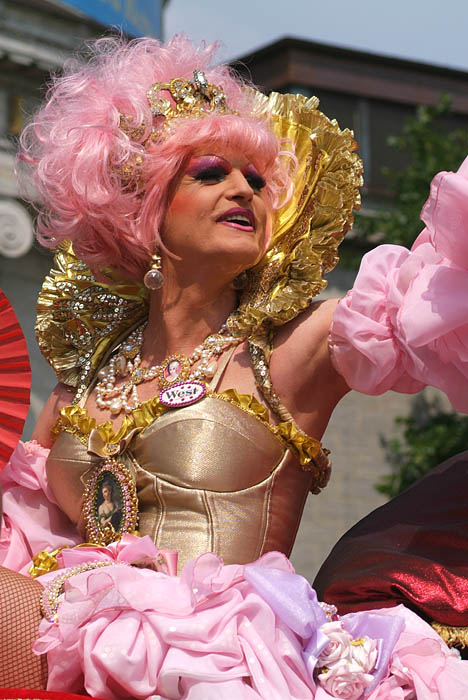
Drag Queen Олівія Джонс, Гамбурзький прайд

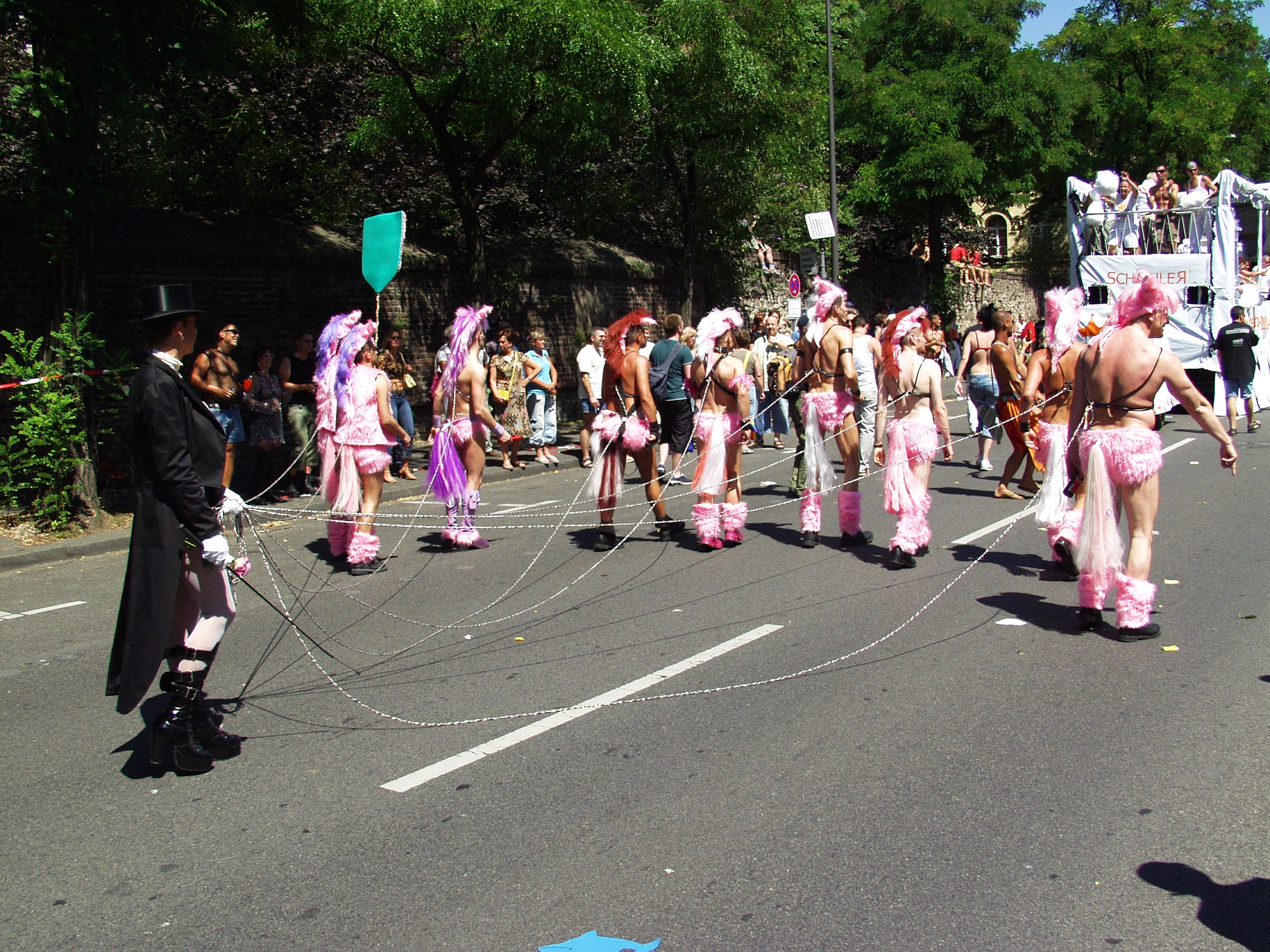
Члени Кельнського прайду 2006

День Кристофер-стріт (англ. Christopher Street Day, CSD) — щорічне європейське ЛГБТ-святкування і демонстрації, що проводяться в різних містах Європи за права ЛГБТ-людей, а також проти дискримінації та відчуження. Це німецький та швейцарський аналог гей-прайду або парадів гордості. Австрія називає свій парад Райдужним парадом. Найвідомішими подіями CSD є Берлінський прайд, Гамбурзький прайд, Кельнський прайд в Німеччині та Цюрихський прайд у Швейцарії.

## Історія
CSD проводиться в пам'ять про Стоунволлські бунти, перше велике повстання ЛГБТ проти поліцейських нападів, яке відбулося 28 червня 1969 року в барі Стоунволл-інн на вулиці Кристофер-стріт в районі Гринвіч-Вілледж на Мангеттені у Нью-Йорку.
У суботу, 27 червня 1970 року, в Чикаго та Сан-Франциско відбулися марші на честь першої річниці Стоунволла, а в неділю, 28 червня 1970 року, відбувся парад Дня визволення Крістофер-стріт у Нью-Йорку та парад hristopher Street West Association в Лос-Анджелесі; ці чотири демонстрації були першими прайд-парадами в історії Сполучених Штатів.
Перші чотири американські міста відтоді продовжували святкувати прайд в останні вихідні кожного червня. Міжнародною традицією стало проведення влітку акції за права ЛГБТ. Перший німецький Christopher Street Day відбувся в Берліні в 1979 році; інші паради до того часу мали інші назви. Перший задокументований ЛГБТ-парад у Німеччині відбувся в Мюнстері 29 квітня 1972 року. Перший парад у Швейцарії відбувся 24 червня 1978 року в Цюриху і отримав назву «День пам'яті визволення Крістофер-стріт».
Зараз майже кожне велике місто Німеччини святкує CSD, найбільше в Берліні (Берлінський прайд), Гамбурзі (Гамбурзький прайд) і Кельні (Кельнський прайд). Коли у 2002 році Кельн прийняв Європрайд, він разом із Кельнським карнавалом привернув до міста 1,2 мільйона учасників і туристів.
З організаційних причин CSD відбуваються не в історичну дату 27 червня, а в різні вихідні з червня по серпень. З одного боку, CSD вважаються політичними парадами, а тому також включають промови, політичні девізи, відвідування та патронажі відомих політиків. З іншого боку, CSD часто порівнюють з карнавальними ходами чи техно-парадами, у яких святкування та вечірки є головною подією. Це ідея всіх гей-парадів: через святкування ЛГБТ-спільнота показує, що може пишатися собою та своєю спільнотою.